# Rolfe Kent
Rolfe R. Kent (St Albans, 18 aprile 1963) è un compositore britannico.

## Biografia
La sua colonna sonora per Sideways - In viaggio con Jack è stata nominata per i Golden Globe.
Ha inoltre composto la sigla iniziale della serie televisiva statunitense Dexter.

## Filmografia parziale
- L'altra faccia di Beverly Hills (Slums of Beverly Hills), regia di Tamara Jenkins (1998)
- La teoria del volo (The Theory of Flight), regia di Paul Greengrass (1998)
- Election, regia di Alexander Payne (1999)
- Topsy-Turvy - Sotto-sopra (Topsy-Turvy), regia di Mike Leigh (1999)
- Betty Love (Nurse Betty), regia di Neil LaBute (2000)
- Qualcuno come te (Someone Like You...), regia di Tony Goldwyn (2001)
- Kate & Leopold, regia di James Mangold (2001)
- La rivincita delle bionde (Legally Blonde), regia di Robert Luketic (2001)
- Amori in città... e tradimenti in campagna (Town & Country), regia di Peter Chelsom (2001)
- Maial Campers - Porcelloni al campeggio (Happy Campers), regia di Daniel Waters (2001)
- 40 giorni & 40 notti (40 days & 40 nights), regia di Michael Lehmann (2002)
- A proposito di Schmidt (About Schmidt), regia di Alexander Payne (2002)
- Una bionda in carriera (Legally Blonde 2: Red, White & Blonde), regia di Charles Herman-Wurmfeld (2003)
- Quel pazzo venerdì (Freaky Friday), regia di Mark Waters (2003)
- Sideways - In viaggio con Jack (Sideways), regia di Alexander Payne (2004)
- The Matador, regia di Richard Shepard (2005)
- Se solo fosse vero (Just Like Heaven), regia di Mark Waters (2005)
- Thank You for Smoking, regia di Jason Reitman (2005)
- A casa con i suoi (Failure to Launch), regia di Tom Dey (2006)
- The Hunting Party, regia di Richard Shepard (2007)
- Reign Over Me, regia di Mike Binder (2007)
- Tutti i numeri del sesso (Sex and Death 101), regia di Daniel Waters (2007)
- 17 Again - Ritorno al liceo (17 Again), regia di Burr Steers (2009)
- Tra le nuvole (Up in the Air), regia di Jason Reitman (2009)
- La rivolta delle ex (The Ghosts of Girlfriends Past), regia di Mark Waters (2009)
- Segui il tuo cuore (Charlie St. Cloud), regia di Burr Steers (2010)
- I pinguini di Mr. Popper (Mr. Popper's Penguins), regia di Mark Waters (2011)
- Cinema Verite, regia di Shari Springer Berman e Robert Pulcini (2011) - film TV
- Gambit - Una truffa a regola d'arte (Gambit), regia di Michael Hoffman (2012)
- Un giorno come tanti (Labor Day), regia di Jason Reitman (2013)
- Dom Hemingway, regia di Richard Shepard (2013)
- Il paradiso degli orchi (2013)
- Rock Dog, regia di Ash Brannon (2016)
- Downsizing - Vivere alla grande (Downsizing), regia di Alexander Payne (2017)
- Stanlio & Ollio (Stan & Ollie), regia di Jon S. Baird (2018)
- Timmy Frana - Il detective che risolve ogni grana (Timmy Failure: Mistakes Were Made), regia di Tom McCarthy (2020)
- North Star, regia di Kristin Scott Thomas (2023)